# Bataille de Gela
Seconde Guerre mondiale 
 Campagne d'Italie
Batailles
1940
- Vado
- Siège de Malte
- Club Run
- Convoi Espero
- Mers el-Kébir
- Punta Stilo
- Cap Spada
- Hurry
- Cap Passero
- MB.8
- Tarente
- Détroit d'Otrante
- White
- Cap Teulada

1941
- Excess
- Convoi AN 14
- Grog
- Abstention
- Baie de La Sude
- Cap Matapan
- Îles Kerkennah
- Crète
- Galite
- Substance
- Halberd
- Convoi Duisburg
- Cap Bon
- Syrte (1941)
- Rade d'Alexandrie

1942
- Syrte (1942)
- Calendar
- Bowery
- Albumen
- Harpoon
- Vigorous
- Pedestal
- Agreement
- Torch
- Stoneage
- Sabordage de la flotte française à Toulon
- Portcullis
- Banc de Skerki
- Olterra (navire auxiliaire)
- Raid sur Alger

1943
- Zouara
- Convoi de Cigno
- Convoi de Campobasso
- Corkscrew
- Husky
- Gela
- Scylla
- Pietracorbara
- Dodécanèse
  - Rhodes
  - Leros
  - Kos
- Convoi KMF-25A

1944
- Ist
- Raid sur Santorin
- Raid sur Symi
- Port-Cros
- La Ciotat
- Île de Pag

1945
Mer Ligure
- Convois alliés
  - convois de Malte
- Campagne des U-boote
- Campagne adriatique

La bataille de Gela est livrée du 10 au 12 juillet 1943 à la suite du débarquement allié en Sicile (Opération Husky). L'enjeu principal est la capture de l'aérodrome de Ponte Olivo situé à proximité. Le 10 juillet, peu après minuit, les Américains débarquent sur la plage de Gela et établissent rapidement une tête de pont. À l'aube, les dragueurs de mines alliés commencent à nettoyer la plage des mines afin que les Landing Ship Tank (LST) transportant des blindés puissent être débarqués. Une fois la tête de pont établie, les Rangers sécurisent la ville tenue par les Italiens du 429e bataillon côtier. Le 11 juillet, la 4e division d'infanterie de montage Livorno et la 1re division Fallschirm-Panzer Hermann Göring soutenues par la Luftflotte 2 tentent une contre-attaque qui s'avérera être infructueuse grâce à l'appui-feu des destroyers de l'United States Navy et des blindés alliés.

## Prélude et contexte
Le 13 mai 1943, la campagne de Tunisie est terminée : les Alliés sont maîtres de l’Afrique du Nord et peuvent donc envisager de nouvelles opérations : leur objectif premier est à présent la Sicile.
Ce choix se justifie principalement par deux arguments :
- La réussite de l’opération donnerait le contrôle stratégique aux Alliés de la voie maritime est-ouest en Méditerranée.
- Prendre pied en Sicile menacera directement les forces de l'Axe et les obligera à détourner une partie non négligeable de ses troupes au détriment du front de l’Est : la conséquence, simple à entrevoir, est que l’Armée rouge va pouvoir disposer de plus d’amplitude pour tenter de desserrer l’étau allemand.

Selon le plan final de l'opération, la VIIIe armée britannique débarquerait au nord et à l'ouest du cap Passero, la VIIe armée américaine du général Patton plus à l'ouest dans le golfe de Gela, jusqu'au petit port de Licata. La VIIIe armée devait se diriger vers Messine en suivant la côte, la VIIe armée devait traverser l'île jusqu'à Palerme.
Le 5 juillet, une force de débarquement américaine soutenue par des destroyers appareillant depuis Oran (Algérie) fait ainsi cap sur Gela, malgré une mer agitée (causant des erreurs de navigation) et des vents de 65 km/h causant le mal de mer parmi les troupes embarquées. Dans la soirée du 9 juillet, les forces de l'Axe repèrent le convoi. La défense de la plage de Gela, relevant de la XVIIIe brigade côtière italienne, reposait sur des nids de mitrailleuses implantés sur les deux flancs et par des batteries d'artillerie situées à 6 400 m en profondeur dans les terres tandis que la ville (défendue par le 429e bataillon côtier italien) était protégée par du fil de fer barbelé.

## Le débarquement allié et tentative de contre-attaque de l'Axe

### 10 juillet

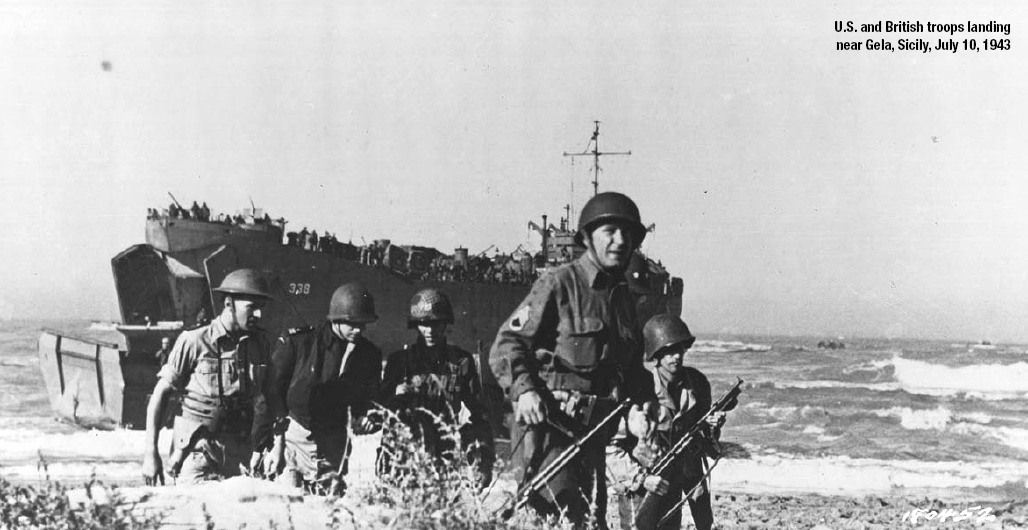
Soldats américains et britanniques débarquant près de Gela, 10 juillet 1943.

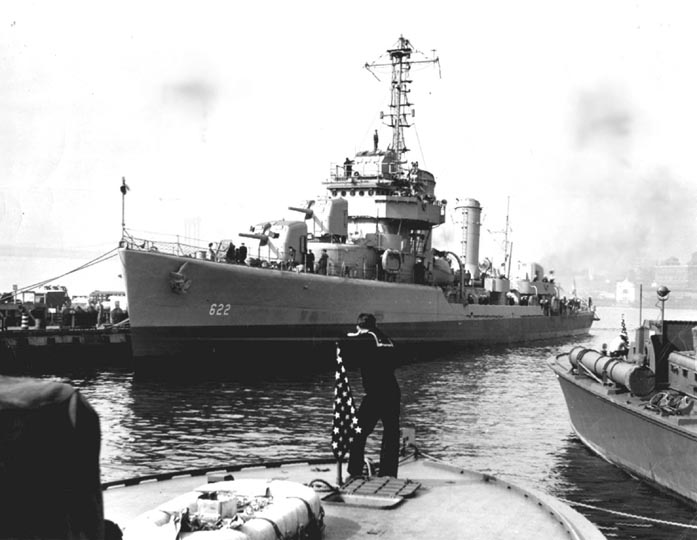
L' a été coulé par un bombardier en piqué allemand le 10 juillet.

Le 10 juillet, peu après minuit et malgré l'absence d'un bombardement naval de pré-invasion (pour conserver l'effet de surprise), les Américains de la 1re division d'infanterie US débarquent sur la plage de Gela et établissent rapidement une tête de pont. À l'aube, les dragueurs de mines alliés commencent à nettoyer la plage des mines afin que les Landing Ship Tank (LST) transportant des blindés de la 2e division blindée US puissent être débarqués. Des hydravions à flotteur embarqués sur les USS Boise et Savannah sont lancés vers 06 h 00 avec pour objectif de mener une mission de reconnaissance afin de localiser des cibles pour l'artillerie navale mais sont abattus par les Messerschmitt Bf 109 de la Luftwaffe.
Vers 07 h 30, les Italiens de la division Livorno soutenus par 45 chars Fiat 3000 tentent d'enrayer la progression alliée mais sont repoussés avec de lourdes pertes. Une colonne d'infanterie s'approche Gela depuis l'ouest tandis qu'une deuxième colonne d'infanterie précédée de 13 chars Fiat fait mouvement sur Gela long depuis la route menant à Ponte Olivo, et une troisième colonne d'infanterie précédée par environ 25 chars Fiat s'approche la tête de pont à l'est depuis Niscemi. Le Savannah fait envoler ses deux hydravions restants à 08 h 30 et le Shubrick détruit trois chars qui s'approchait de Gela long depuis la route de Ponte Olivo Road grâce aux renseignements donnés par les Rangers aux artilleurs.
Une fois la tête de pont établie, les Rangers et les blindés encore opérationnels sécurisent la ville tenue par les Italiens du 429e bataillon côtier immobilisés par l'appui-feu du USS Shubrick.
À 13 h 20 puis à 14 h 30 et 15 h 30, des avions allemands bombardent la tête de pont sur la plage afin de soutenir la contre-attaque de la division Hermann Göring menée depuis l'est. Des attaques aériennes intermittentes sont encore rapportées jusqu'à la fin de la journée. L'USS Maddox est notamment coulé par un bombardier en piqué allemand ainsi qu'un certain nombre de LST. L'artillerie navale alliée retarde l'avancée des blindés allemands et vers 17 h 00 les dernières forces en réserve de la 2e division blindée US et le 18e régiment d'infanterie sont débarqués à l'est de la plage. Vers 21 h 50, en raison des raids aériens, la 1re division d'infanterie US commence à battre en retraite sur la plage sous la couverture de l'obscurité. Ainsi, la Luftwaffe aura effectué 370 sorties aériennes rien que le 10 juillet en perdant 16 avions, tandis que la Regia Aeronautica en aura effectué 141 et aura perdu 11 avions. Dans la soirée, les Stukas italiens parviennent par ailleurs à couler le navire-hôpital indien Talamba alors qu'il se situait à 6–9 kilomètres au large des côtes de Sicile, mais les 400 blessés à bord seront évacués.

### 11 juillet

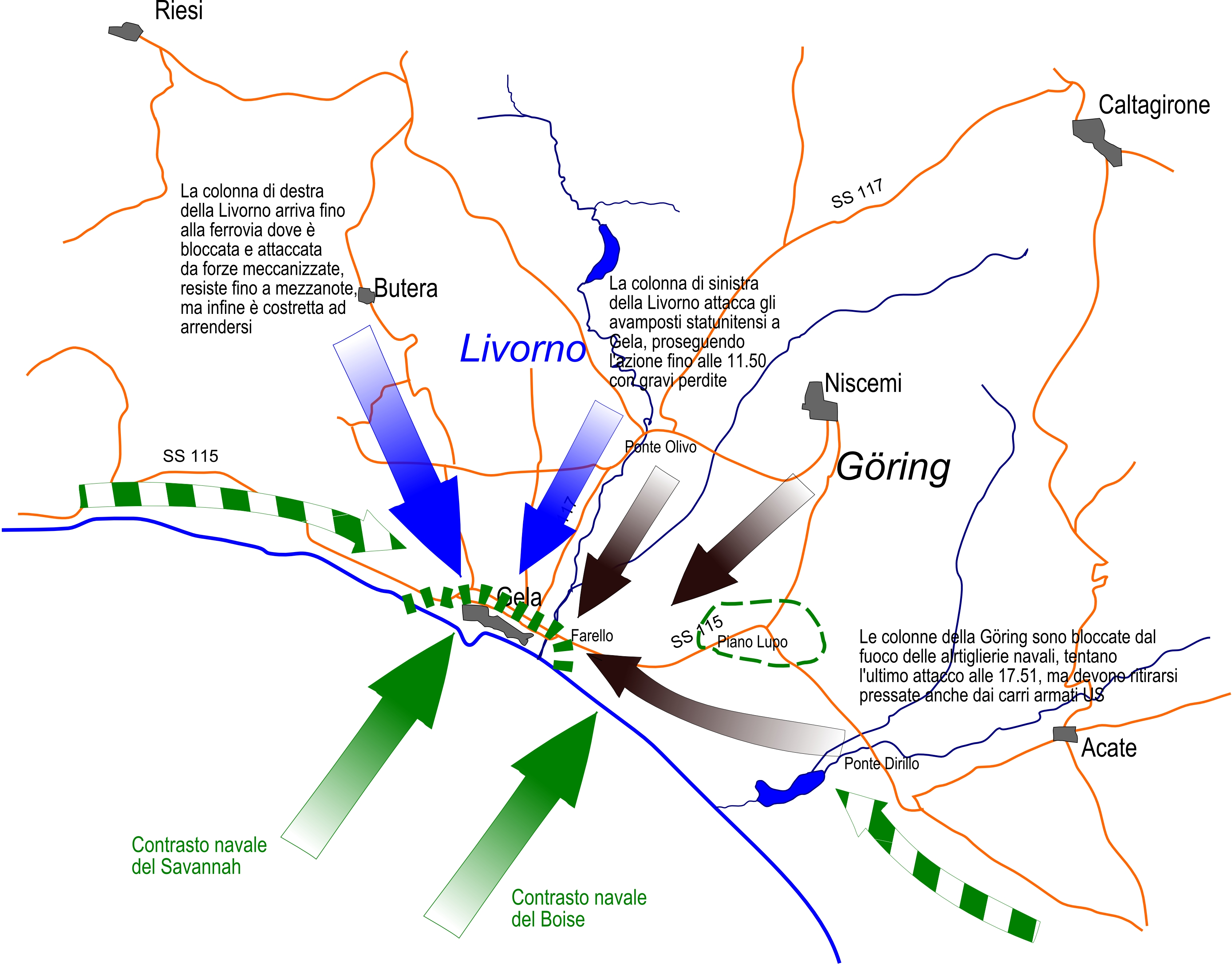
Théâtre des opérations au 11 juillet avec la contre-attaque italo-allemande.

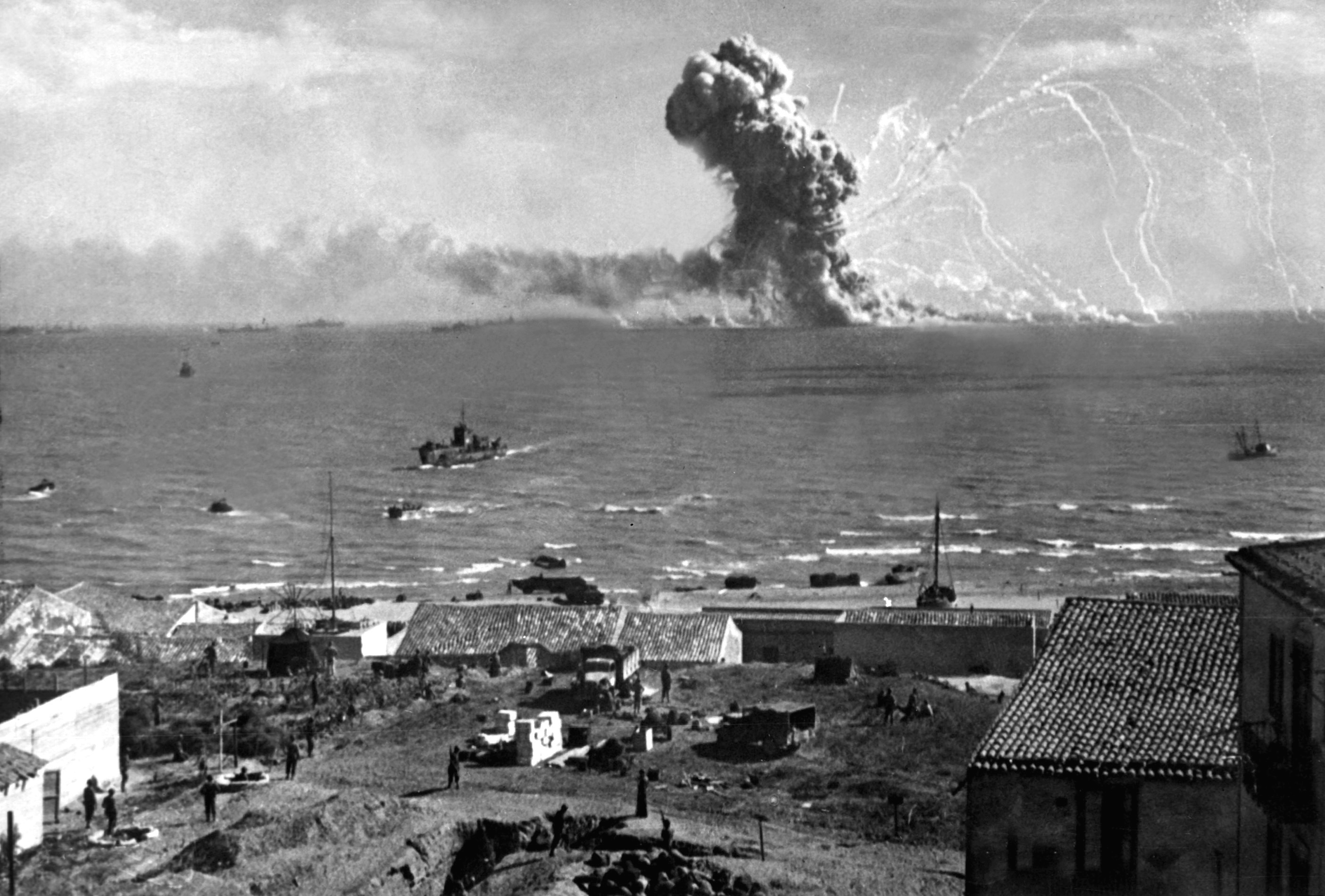
Le liberty ship Robert Rowan de l'US Navy explose après avoir été touché par un bombardier Junkers Ju 88 de la Luftwaffe le 11 juillet 1943.

Le LST-312 est renfloué par des remorqueurs vers minuit. Des chars américains sont débarqués à 02 h 00 mais sont rapidement coincés par le sable mou de la plage. L'USS Butler remplace l'USS Shubrick à 05 h 30 à l'ouest et l'USS Glennon remplace l'USS Jeffers à l'est à 06 h 20. Douze Savoia-Marchetti SM.79 italiens bombardent l'ancrage de transport à 06 h 35 ciblant le Dickman et le Orizaba avec des fragments de bombe évités de justesse mais touchant le Barnett avec une bombe déclenchant un incendie à bord du navire et tuant sept membres de l'équipage et en blessant 35 autres. Il a été le premier des 14 raids aériens de l'Axe sur la tête de pont menés à ce jour à avoir été coordonné, bien que la division Livorno ait attaqué les Rangers à Gela en trois colonnes depuis l'ouest et que la division Hermann Göring ait attaqué la 1re division d'infanterie US depuis l'est. Soixante Panzer III et IV ayant survécu aux tirs d'artillerie navale alliés de la veille progressent dans deux colonnes depuis Niscemi et l'aérodrome Ponte Olivo aérodrome tandis qu'une colonne d'infanterie blindée fait mouvement dans la vallée de la rivière Acate à l'est. Les forces allemandes de l'est prévoient de faire leur jonction avec les forces italiennes de l'ouest pour prendre en tenaille la tête de pont alliée.
Le LST-2 fait débarquer rapidement cinq chars de la 2e DB à 08 h 45. À ce moment, les chars allemands étaient à 2 200 m de la tête de pont. Chaque soldat sur la plage, y compris les officiers de renseignement et d'approvisionnement, les électriciens et autres, forment à la hâte une ligne de défense le long des dunes. Les navires commencent un tir de suppression vers 09 h 15 et le Boise parvient vers 11 h 00 à intercepter des blindés ennemis (13 selon des observateurs, mais après la guerre d'autres sources affirment que ceux-ci auraient été détruits en majorité par la 2e division blindée US). L'infanterie allemande dans la vallée de la rivière Acate est arrêtée par les troupes d'infanterie aéroporté du 505e régiment qui avaient débarqué 36 heures plus tôt sur la plage et la colonne d'infanterie italienne à l'ouest est arrêtée par la 3e division d'infanterie. Le Savannah tire 500 salves de 150 mm pour dissuader l'infanterie italienne d'avancer sur Gela. Les Rangers font par ailleurs 400 prisonniers de guerre italiens.
Alors que les Alliés ont pu contenir avec succès la contre-offensive de l'Axe, les bombardements de la Luftwaffe continuent par intermittence avec des attaques répétées entre 13 h 51 et 15 h 35, endommageant des navires alliés dont le liberty ship Robert Rowan après l'explosion de sa cargaison de munitions vers 17 h 30. Entre 18 h 26 et 19 h 37, le Boise ouvre le feu sur Niscemi. Les blindés de l'Axe survivants commencent à se retirer vers 22 h 35.

### 12 juillet
Les navires de débarquement sont à 90 % déchargés avant l'aube et la 1re division d'infanterie s'empare de l'aérodrome de Ponte Olivo à 08 h 45. Les chasseurs alliés empêchent avec succès un raid de bombardiers de l'Axe à 09 h 36 et le nombre de sorties de bombardement de l'Axe est réduit de moitié d'ici à la fin de la journée. Les navires continuent à fournir un appui de coups de feu et le Butler intercepte entre 11 h 26 et 11 h 35 des blindés ennemis près de Ponte Olivo. Le général Patton quitte Monrovia à 17 h 00 pour établir un quartier général à terre. Le 27e Groupe de chasseurs-bombardiers de la 12th USAAF s'implante sur l'aérodrome de Ponte Olivo une fois que celui-ci ait été déclaré sécurisé et fournira un appui aérien pour les opérations alliés ultérieures en Sicile.

## Analyse

### L'absence de couverture aérienne alliée
Le débarquement de Gela (et plus globalement de Sicile) a été entravé par une absence de couverture aérienne alliée (seulement 700 chasseurs Supermarine Spitfire disponibles opérant depuis les aérodromes de Malte et de Pantelleria). En effet, les forces aériennes alliées ont refusé de fournir un appui aérien aux forces terrestres jusqu'à ce que forces aériennes de l'Axe aient été neutralisées. Le bombardement stratégique de pré-invasion de la Sicile avait réduit les effectifs de la Luftflotte 2 à 175 avions en Sicile mais 418 avions supplémentaires de la Luftwaffe et 449 avions de la Regia Aeronautica basés en Sicile restaient disponibles, c'est pourquoi le rôle des avions alliés à Gela sera négligeable. De plus, contrairement à l'opération Torch menée plus tôt, la flotte d'invasion des États-Unis ne comprenait pas de porte-avions, ceux-ci ayant été soit redéployés dans l'Atlantique pour parer à la menace des U-boote, soit dans le Pacifique dans le cadre de la bataille de Guadalcanal.